# Fargesia brevipes
Fargesia brevipes là một loài thực vật có hoa trong họ Hòa thảo. Loài này được (McClure) T.P.Yi mô tả khoa học đầu tiên năm 1988.